# Absalomie, Absalomie...
Absalomie, Absalomie... (ang. Absalom, Absalom!) – powieść amerykańskiego pisarza Williama Faulknera (zdobywcy literackiej Nagrody Nobla w 1949). Dzieło zostało wydane po raz pierwszy w języku angielskim nakładem wydawnictwa Random House w 1936. W Polsce książka ukazała się po raz pierwszy w przekładzie polskiej tłumaczki Zofii Kierszys w Państwowym Instytucie Wydawniczym w 1959 w Warszawie (seria „Powieści XX Wieku”).
Dzieło wraz z dwoma innymi powieściami Faulknera („Sartoris” i „Wściekłość i wrzask”) opisuje wizję klęski społeczeństwa południowych stanów USA po przegranej przez Skonfederowane Stany Ameryki Wojnie secesyjnej.
Faulkner w swojej książce maluje obraz Południa USA na przestrzeni około 50 lat. Posługuje się w tym celu charakterystycznymi dla siebie środkami (technika „strumienia świadomości” – długie zdania, częste zmiany narratorów, którzy w rozmowach ze sobą usiłują fragmentarycznie rekonstruować zdarzenia, zaburzona chronologia wydarzeń i tok fabuły), a tekst chętnie okrasza biblijną symboliką. W pewnym stopniu idealizuje przeszłość, równocześnie podkreśla jednak fakt, iż gospodarka Południa oparta była na zbrodniczym systemie niewolnictwa. Odcisnął on piętno nie tylko na psychice byłych niewolników, ale wpłynął także na mentalność potomków właścicieli. Powieść pisana jest z punktu widzenia młodego Quentina Compsona (także jednego z narratorów Wściekłości i wrzasku) – wnuka przyjaciela Thomasa Sutpena, który stopniowo odkrywa kolejne fakty z życia Sutpena i pozostałych członków rodziny i rekonstruuje wydarzenia, wiodące do zagłady jego rodu, kojarzące się z nieuchronnym fatum, mającym korzenie w przeszłości i determinującym postępowanie bohaterów.

## Tytuł
Tytuł powieści nawiązuje do historii biblijnej postaci Absaloma, który wystąpił przeciwko swemu ojcu – izraelskiemu królowi – Dawidowi.

## Opis fabuły
Akcja Absalomie, Absalomie... rozgrywa się – jak wiele innych utworów Faulknera – w fikcyjnym hrabstwie Yoknapatawpha w stanie Missisipi. Centralną postacią powieści jest Thomas Sutpen, właściciel plantacji zwanej Setką Sutpena. Sutpen, biały awanturnik szkockiego pochodzenia, o podejrzanej przeszłości, do Yoknapatawpha przybył w 1833 i – opierając się na korzystnym zakupie indiańskiej ziemi i pracy czarnoskórych niewolników – doszedł do znacznego majątku. Ożenił się z córką szanowanego obywatela miasteczka i urodziła mu się z tego małżeństwa dwójka dzieci (Henry w 1839 i Judith w 1841). Niemniej jednak, zaplanowany przez Sutpena rozkwit jego rodu unicestwia seria nieszczęśliwych wydarzeń, mających korzenie w nim samym i jego postępowaniu. Punktem kulminacyjnym tych wydarzeń jest zabójstwo narzeczonego Judith, Charlesa Bona, przez jego przyjaciela Henry’ego tuż po zakończeniu wojny secesyjnej.